# بروس واين هوكينز
بروس واين هوكينز (بالإنجليزية: Bruce Wayne Hawkins)‏ هو لغوي أمريكي، ولد في 13 أبريل 1954 في سان دييغو في الولايات المتحدة.